# Oren Smadja
Oren Smadja, född den 20 juni 1970 i Ofakim, Israel, är en israelisk judoutövare.
Han tog OS-brons i herrarnas lättvikt i samband med de olympiska judotävlingarna 1992 i Barcelona.